# A. J. Foyt IV
 (juillet 2013).
Si vous disposez d'ouvrages ou d'articles de référence ou si vous connaissez des sites web de qualité traitant du thème abordé ici, merci de compléter l'article en donnant les références utiles à sa vérifiabilité et en les liant à la section « Notes et références ».
Anthony Joseph Foyt IV, plus connu sous le nom A. J. Foyt IV (né le 25 mai 1984 à Louisville, Kentucky) est un pilote automobile américain. Petit-fils d'A. J. Foyt, il dispute le championnat IndyCar Series de 2003 à 2005, fait un bref passage en NASCAR Busch Series en 2006, avant de revenir en IndyCar Series de fin 2006 à 2010.

## Biographie

### Des débuts prometteurs
A. J. Foyt IV découvre le sport automobile à l'âge de neuf ans via le dragster, où il gagne deux titres. Il fait du karting par la suite jusqu'en 2001. En 2001, il remporte le championnat SCCA de la région sud-ouest des États-Unis en gagnant six courses sur neuf et finit troisième du championnat SCCA national dont il est élu Rookie of The Year.
En 2002, il remporte le championnat IRL Infinity Pro Series au sein de l'écurie de son grand-père A. J. Foyt Enterprises, en gagnant quatre des sept courses.

### Son premier passage en IndyCar Series (2003-2005)
En 2003, il poursuit en IndyCar Series au sein de l'équipe familiale cependant le passage de l'IRL Infinity Series à l'IndyCar Series s'avère compliqué d'autant que son écurie est l'une des plus petites du plateau. Il se distingue par de nombreuses erreurs de pilotage et termine la saison vingt-et-unième du championnat, son meilleur résultat en course étant une onzième place sur le Nazareth Speedway. Le 25 mai 2003, jour de son dix-neuvième anniversaire, A. J. Foyt IV devient le plus jeune participant de l'histoire des 500 Miles d'Indianapolis[réf. nécessaire].
En 2004, il se classe dix-huitième et son meilleur résultat en course est la dixième place lors de la dernière manche du championnat sur le Texas Motor Speedway.
En 2005, durant les 500 miles d'Indianapolis, il est responsable du grave accident du pilote brésilien Bruno Junqueira qui lui prenait un tour. De plus son équipe est en difficulté à la mi-saison à cause d'un changement de motoriste de la série, les monoplaces abandonnant Toyota pour Chevrolet. Il est remplacé à la dernière course par Jeff Bucknum.
Il fait une brève apparition dans le film Shérif, fais-moi peur où il joue un grand fan des Texas Longhorns.

### Un bref passage en NASCAR Busch Series en 2006
En octobre 2005, Foyt annonce qu'il quitte Foyt Enterprises pour courir en NASCAR Busch Series une Dodge au sein de l'équipe Akins Motorsports à la fin de la saison. Fin 2005, il participe, sans succès, à quelques manches de NASCAR Busch Series.

### Retour en IndyCar Series (fin 2006 - 2010)
Le 5 septembre 2006, Foyt remplace Dario Franchitti au sein du Andretti Green Racing pour la manche finale du championnat, à Chicago, et finit quatorzième.
En janvier 2007, il signe un contrat avec Vision Racing en IndyCar Series et participe aux 24 Heures de Daytona aux côtés d'Ed Carpenter, Tomas Scheckter et Tony George. En août, durant le Firestone Indy 400, Foyt est impliqué dans un accrochage entre sept monoplaces dont celle de Dario Franchitti qui s'est élevé dans les airs. Foyt en sort indemne bien que son casque porte la trace d'un des pneus de la monoplace de Franchitti. Quelques semaines plus tard, il finit troisième du Meijer Indy 300, son meilleur résultat depuis ses débuts en IndyCar Series. Il finit la saison quatorzième du championnat, son meilleur classement depuis ses débuts.
La saison suivante il poursuit avec Vision Racing et participe aux 24 heures de Daytona. Avec Ed Carpenter, Tony George, Vitor Meira et John Andretti, il finit vingt-cinquième. Il se classe dix-neuvième du championnat, son meilleur résultat en course étant une cinquième place lors de l'Iowa Corn Indy 250.
En 2009, il quitte Vision Racing pour retourner chez A. J. Foyt Enterprises pour les 500 miles d'Indianapolis ainsi que la manche du Texas Motor Speedway. Il se marie en juillet à Casey Irsey, la fille de Jim Irsey, propriétaire de l'équipe de NFL des Colts d'Indianapolis dont elle est la vice-présidente. Leur fils est prénommé A. J. Foyt V. En 2010, il s'engage aux 500 miles d'Indianapolis mais, non qualifié, est remplacé par Jaques Lazier qui ne se qualifie pas non plus.

## Résultats aux500 milesd’Indianapolis
| Année | Voiture        | Équipe                 | Qualification | Résultat      |
| ----- | -------------- | ---------------------- | ------------- | ------------- |
| 2003  | Dallara-Toyota | A. J. Foyt Enterprises | 23e           | 18e           |
| 2004  | Dallara-Toyota | A. J. Foyt Enterprises | 21e           | 33e (abandon) |
| 2005  | Dallara-Toyota | A. J. Foyt Enterprises | 28e           | 28e (abandon) |
| 2007  | Dallara-Honda  | Vision Racing          | 18e           | 14e           |
| 2008  | Dallara-Honda  | Vision Racing          | 31e           | 21e           |
| 2009  | Dallara-Honda  | A. J. Foyt Enterprises | 25e           | 16e           |
| 2010  | Dallara-Honda  | A. J. Foyt Enterprises | non qualifié  |               |